# Cu rốc ria vàng
Cu rốc ria vàng, tên khoa học Psilopogon chrysopogon là một loài chim trong họ Megalaimidae.